# Gellonia simplex
Gellonia simplex är en fjärilsart som beskrevs av W. Warren 1897. Gellonia simplex ingår i släktet Gellonia och familjen mätare. Inga underarter finns listade i Catalogue of Life.